# Mick van Buren
Mick van Buren (ur. 24 sierpnia 1992 w mieście Dordrecht) – holenderski piłkarz grający na pozycji napastnika w czeski, klubie SK Hradec Králové.

## Kariera piłkarska
Mick van Buren jest wychowankiem Feyenoord Rotterdam. W 2011 roku przeszedł do innego klubu z Rotterdamu - Excelsioru. Po trzech sezonach, przeniósł się do występującego w Superligaen - Esbjerg fB. W lipcu 2016 ponownie zmienił klub i podpisał trzyletni kontrakt z praską Slavią. Ze Slavią zagrał w Lidze Mistrzów, w sezonie 2019/20. W 2020 roku został wypożyczony do ADO Den Haag i w tym samym roku został wypożyczony również do Dynama Czeskie Budziejowice. Do Dynama Czeskie Budziejowice wrócił w sezonie 2021/2022 na zasadzie wypożyczenia. W następnym sezonie udał się na kolejne wypożyczenie, tym razem do Slovana Liberec. W 2024 roku został ogłoszony nowym zawodnikiem Cracovii. 9 lipca 2025 został zawodnikiem SK Hradec Králové.

### Statystyki
stan na 24 maja 2025
| Sezon   | Klub                        | Kraj     | Rozgrywki          | Mecze | Gole |
| ------- | --------------------------- | -------- | ------------------ | ----- | ---- |
| 2011/12 | SBV Excelsior               | Holandia | Eredivisie         | 11    | 0    |
| 2012/13 | SBV Excelsior               | Holandia | Jupiler League     | 28    | 13   |
| 2013/14 | Esbjerg fB                  | Dania    | Superligaen        | 26    | 7    |
| 2014/15 | Esbjerg fB                  | Dania    | Superligaen        | 17    | 4    |
| 2015/16 | Esbjerg fB                  | Dania    | Superligaen        | 25    | 16   |
| 2016/17 | Slavia Praga                | Czechy   | EPojisteni.cz liga | 10    | 0    |
| 2017/18 | Slavia Praga                | Czechy   | HET Liga           | 16    | 5    |
| 2018/19 | Slavia Praga                | Czechy   | Fortuna:Liga       | 13    | 3    |
| 2019/20 | Slavia Praga                | Czechy   | Fortuna:Liga       | 14    | 1    |
| 2019/20 | ADO Den Haag                | Holandia | Eredivisie         | 4     | 0    |
| 2020/21 | Dynamo Czeskie Budziejowice | Czechy   | Fortuna:Liga       | 8     | 1    |
| 2020/21 | Slavia Praga                | Czechy   | Fortuna:Liga       | 12    | 1    |
| 2021/22 | Slavia Praga                | Czechy   | Fortuna:Liga       | 2     | 0    |
| 2021/22 | Dynamo Czeskie Budziejowice | Czechy   | Fortuna:Liga       | 24    | 4    |
| 2022/23 | Slavia Praga                | Czechy   | Fortuna:Liga       | 19    | 5    |
| 2022/23 | Slovan Liberec              | Czechy   | Fortuna:Liga       | 15    | 9    |
| 2023/24 | Slavia Praga                | Czechy   | Fortuna:Liga       | 27    | 5    |
| 2024/25 | Cracovia                    | Polska   | PKO BP Ekstraklasa | 22    | 4    |